# SS Lazio Rugby
El SS Lazio Rugby es un club italiano de rugby con sede en la ciudad de Roma y que compite en la división de honor del rugby italiano, el Top12.
El club fue fundado en 1927 como sección de rugby del conocido club SS Lazio, cuya sección de fútbol es muy popular. En 1928 fue uno de los seis clubs que inauguraron la primera edición de la liga Italiana de Rugby, alcanzando ese año la final, en la que fue derrotado por 3 a 0 en un tercer partido de desempate ante el Ambrosiana.
Después de múltiples fusiones y refundaciones, el Lazio participará en la temporada 2010/11 del Top12, siendo esta la 15.ª vez que el club está presente en la división de honor del rugby italiano, y el objetivo del club será permanecer en la categoría, cosa que a lo largo de su historia solo ha logrado en 5 ocasiones, descendiendo el club las otras 10 veces nada más haber ascendido la temporada anterior.

## Títulos
- Segunda División de Italia = (1) 2009-10